# Stazione di Traiano
Stazione di Traiano vasútállomás Olaszországban, Nápoly településen.

## Vasútvonalak
Az állomást az alábbi vasútvonalak érintik:
- Circumflegrea-vasútvonal

## Kapcsolódó állomások
A vasútállomáshoz az alábbi állomások vannak a legközelebb:
- Stazione di La Trencia (Stazione di Licola, Circumflegrea-vasútvonal)
- Stazione di Soccavo (Stazione di Montesanto (SEPSA), Circumflegrea-vasútvonal)